# Bohușivska Mareanivka, Rojîșce
Bohușivska Mareanivka (în ucraineană Богушівська Мар`янівка) este un sat în comuna Perespa din raionul Rojîșce, regiunea Volînia, Ucraina.

## Demografie
Componența lingvistică a localității Bohușivska Mareanivka
     Ucraineană (100%)
Conform recensământului din 2001, toată populația localității Bohușivska Mareanivka era vorbitoare de ucraineană (100%).